# Паритет опционов пут и колл
Паритет опционов пут и колл — соотношение стоимости европейских пут- и колл-опционов, выражающееся в том, что портфель с коротким пут-опционом и длинным колл-опционом эквивалентен форварду с той же ценой исполнения (страйком).
Причина соблюдения паритета стоимости опционов заключается в требовании безарбитражности: если стоимость актива будет выше страйка, будет исполнен колл-опцион, если ниже — будет исполнен пут-опцион. Таким образом, единица актива в любом случае будет приобретена по цене исполнения — точно так же, как при исполнении длинного форвардного контракта.
Паритет требует исполнения определённых условий. На практике трансакционные издержки и затраты на финансирование (плечо) приводят к отклонению от паритета, однако на ликвидных рынках соотношение цен опционов близко к совершенному.

## Условия соблюдения паритета
Паритет позволяет выполнить репликацию портфеля и поэтому требует минимальных допущений, а именно наличия соответствующего форвардного контракта. В отсутствие торгуемых форвардных контрактов форвардный контракт может быть заменён (в действительности, сам по себе перереплицирован) длинной позицией в базовом активе и фондированием её короткой денежной позицией или, наоборот, короткой позицией в базовом активе и ссуживанием полученных денег на определённый срок. Таким образом, в обоих случаях создаётся самофинансируемый портфель .
Репликация предполагает, что могут быть заключены деривативные сделки, для которых требуется рычаг, а покупка и продажа повлекут за собой транзакционные издержки, в частности бид-аск спред. Таким образом, паритет выполняется только на идеальном рынке с неограниченной ликвидностью. Тем не менее, реальные мировые рынки могут быть достаточно ликвидными, чтобы соотношение цен опционов было близко к совершенному. Так, FX-рынки в основных валютах или рынки основных фондовых индексов в некризисные периоды обладают достаточными объёмами ликвидности.

## Соотношение
Паритет может быть выражен рядом схожих способов, например:
{\displaystyle C-P=D\cdot (F-K)},
где:
- {\displaystyle C} — текущая стоимость колл-опциона,
- {\displaystyle P} — текущая стоимость пут-опциона,
- {\displaystyle D} — коэффициент дисконтирования,
- {\displaystyle F} — форвардная цена актива,
- {\displaystyle K} — цена страйк.

Спот-цена определяется как {\displaystyle S=D\cdot F}.
Левая часть в соотношении соответствует портфелю с длинным колл-опционом и коротким пут-опционом, а правая часть — длинному форвардному контракту. Для опционов в левой части используются значения текущей цены, а {\displaystyle F} и {\displaystyle K} приводятся в значениях будущих цен, которые приводятся фактором дисконтирования {\displaystyle D} преобразует к текущим значениям.
При использовании цены {\displaystyle S} вместо форвардной цены {\displaystyle F} соотношение преобразуется к виду:
{\displaystyle C-P=S-D\cdot K}
Исходное соотношение также можно сформулировать в виде:
{\displaystyle C(t)-P(t)=S(t)-K\cdot B(t,T)},
где:
- {\displaystyle C(t)} — стоимость колл-опциона в момент времени {\displaystyle t},
- {\displaystyle P(t)} — стоимость пут-опциона с той же датой экспирации,
- {\displaystyle S(t)} — спот-цена базового актива,
- {\displaystyle K} — цена страйк,
- {\displaystyle B(t,T)} — текущая стоимость бескупонной облигации номиналом $1, по сути представляющей собой коэффициент дисконтирования для цены страйк.

Если процентная ставка по облигации {\displaystyle r} предполагается неизменной, то:
{\displaystyle B(t,T)=e^{-r(T-t)}}
При оценке европейских опционов на акции с известными дивидендами, которые будут выплачены в течение срока действия опциона, соотношение преобразуется к виду:
{\displaystyle C(t)-P(t)+D(t)=S(t)-K\cdot B(t,T)},
где D(t) представляет общую дисконтированную стоимость дивидендов от одной акции, подлежащих выплате в течение оставшегося срока действия опционов. Соотношение также может быть выражено в виде:
{\displaystyle C(t)-P(t)=S(t)-K\cdot B(t,T)\ -D(t)}.

## Вывод
Во-первых, при предположении об отсутствии арбитражных возможностей два портфеля, которые всегда имеют одинаковую выплату в момент времени T, должны иметь одинаковую стоимость в любое предшествующее время. Чтобы доказать это, предположим, что в некоторый момент времени т до Т один портфель был дешевле, чем другой. Тогда можно было приобрести более дешёвый портфель и продать более дорогой. В момент времени T общий портфель при любом значении цены базового актива будет иметь нулевую стоимость (все активы и обязательства будут снеттированы). Таким образом, прибыль, которая будет получена в момент времени t, будет безрисковой, что является нарушением предположения об отсутствии арбитража.
Выведем соотношение паритета, создав два портфеля с одинаковыми выплатами и применив вышеупомянутый принцип рационального ценообразования.
Рассмотрим колл- и пут-опцион на некоторую бездивидендную акцию S с одинаковым страйком K и датой экспирации T. Также предположим существование бескупонной облигации номиналом $1 и датой экспирации T (рыночная цена этой облигации может быть любой, но должна равняться $1 в дату T).
Обозначим спот-цену S в момент времени t как S(t). Теперь соберём портфель из длинной позиции в колл-опционе C и короткой позиции в пут-опционе P с одинаковой датой экспирации T и страйком K. PnL этого портфеля составляет S (T) — K. Также соберём второй портфель, купив одну акцию и заимствовав облигации в количестве K. PnL второго портфеля также составляет S (T) — K в момент времени T, поскольку акция, купленная за S(t), будет стоить S(T), а заимствованные облигации будут стоить K.
Идентичные PnL подразумевают, что оба портфеля должны иметь одинаковую цену в общее время {\displaystyle t}, что выражается в следующей взаимосвязи между стоимостью различных инструментов:
{\displaystyle C(t)-P(t)=S(t)-K\cdot B(t,T)\,}
Таким образом, при отсутствии арбитражных возможностей, выполняется вышеупомянутое соотношение, известное как паритет опционов пут и колл, при этом для любых трёх известных ценах колл- и пут-опциона, облигации и базового актива (в данном случае — акции) можно рассчитать стоимость четвёртого инструмента.

## История
На практике паритет опционов начал применяться ещё в средние века и формально был описан рядом авторов в начале XX века.
Майкл Нолл (англ. Michael Knoll) в книге «Древние корни современных финансовых инноваций: ранняя история регулирующего арбитража» (англ. The Ancient Roots of Modern Financial Innovation: The Early History of Regulatory Arbitrage) описывает важную роль паритета играл в развитии права выкупа заложенного имущества, являвшегося аналогом современной ипотеки в средневековой Англии.
В 1904 году трейдер по арбитражу опционов в Нью-Йорке по фамилии Нельсон опубликовал книгу «Азбука опционов и арбитраж» (англ. The A.B.C. of Options and Arbitrage), в которой подробно описал паритет. Его книга была вновь открыта Эспеном Гаардером Хогом (англ. Espen Gaarder Haug) в начале 2000-х годов, который неоднократно ссылался на неё в своей книге «Деривативы: модели на модели» (англ. Derivatives: Models on Models).
Генри Дойч (англ. Henry Deutsch) в 1910 году также описал паритет в своей книге «Арбитраж в слитках, монетах, векселях, биржевых бумагах, акциях и опционах» (англ. Arbitrage in Bullion, Coins, Bills, Stocks, Shares and Options), но менее подробно, чем трейдер Нельсон в 1904 году.
Профессор математики Винценц Бронзин также вывел паритет опционов в 1908 году и использовал его для разработки ряда математических моделей опционов. Работа профессора Бронзина была недавно открыта профессорами Вольфгангом Хафнером (нем. Wolfgang Hafner) и Хайнцем Циммерманом (нем. Heinz Zimmermann).
Первое описание паритета в современной академической литературе, по-видимому, выполнено Гансом Столлом в The Journal of Finance.